# Tour della nazionale maschile di rugby a 15 della Scozia 1989
Il Tour della nazionale di rugby a 15 della Scozia del 1989 fu una serie di incontri svolti dalla nazionale scozzese in Giappone.
Mancavano alla Scozia i suoi migliori nove giocatori, convocati per l'imminente tour dei "Lions" in Australia.
Per questo motivo la Scottish Rugby Union non assegnò validità di "match ufficiale" a nessun match, non assegnando quindi il "cap" ai giocatori. In sostanza si trattava di una nazionale "A" o "emergenti".
Questo evitò alla Scozia di vedersi sporcare le statistiche con la clamorosa sconfitta subita nel match finale contro la Nazionale del Sol levante. Sconfitta ancora più netta dio quanto non dica il risultato visto che il conto delle mete fu di cinque a 1 per i nipponici.
Va anche detto che il gioco giapponese assai sporco portò a molti calci di punizione, non tutti sfruttati dagli Scozzesi (cinque errori di Cameron Glasgow). Una sconfitta maturata nel primo tempo chiusa in svantaggio per 6-20.

## Il team
- Manager R. Munro
- Coach: J. Dixon
- Assistant Coach : D. Johnston
- Capitano: A. Brewster

## Risultati
| Tokyo 14 maggio 1989 | Kanto | 8 – 91                                                                         | Scozia XV |  |
| \| \| \| \| \| K. Imaizuni 2 \| mt \| Tukalo 4, Glasgow 2, Duncan 2 Mclean 2, Edwards, Wyllie Brewster, Gray, Paxton \| \| \| tr \| Glasgow 14 \| \| \| c.p. \| Glasgow \| |       |                                                                                |           |  |
| |       |                                                                                |           |  |
| K. Imaizuni 2 | mt    | Tukalo 4, Glasgow 2, Duncan 2 Mclean 2, Edwards, Wyllie Brewster, Gray, Paxton |           |  |
| | tr    | Glasgow 14                                                                     |           |  |
| | c.p.  | Glasgow                                                                        |           |  |

| Fukuoka 17 maggio 1989 | Kyushu | 0 – 45                                               | Scozia XV |  |
| \| \| \| \| \| \| mt \| Stanger 2, Wainwright 2, Tukalo Mclean, Walker, Gray \| \| \| tr \| Tramsey 3, Walker 2 \| \| \| c.p. \| Ramsey \| |        |                                                      |           |  |
| |        |                                                      |           |  |
| | mt     | Stanger 2, Wainwright 2, Tukalo Mclean, Walker, Gray |           |  |
| | tr     | Tramsey 3, Walker 2                                  |           |  |
| | c.p.   | Ramsey                                               |           |  |

| Osaka 21 maggio 1989 | Japan Under 23 | 25 – 51                                          | Scozia XV |  |
| \| \| \| \| \| H. Ouchi 2 , S. Ochiai \| mt \| Duncan 2, Glasgow, Tukalo Lineen, Gray, Turnbull \| \| T. Maeda 2 \| tr \| Glasgow 7 \| \| T. Maeda 3 \| c.p. \| Glasgow 3 \| |                |                                                  |           |  |
| |                |                                                  |           |  |
| H. Ouchi 2 , S. Ochiai | mt             | Duncan 2, Glasgow, Tukalo Lineen, Gray, Turnbull |           |  |
| T. Maeda 2 | tr             | Glasgow 7                                        |           |  |
| T. Maeda 3 | c.p.           | Glasgow 3                                        |           |  |

| Nagoya 24 maggio 1989 | Kansai | 12 – 39                                        | Scozia XV |  |
| \| \| \| \| \| \| mt \| Duncan 2, Buvchanan-Smith 2, Stanger, Corcoran \| \| \| tr \| Ramsey 2, Walker \| \| T. Maeda 4 \| c.p. \| Ramsey 3 \| |        |                                                |           |  |
| |        |                                                |           |  |
| | mt     | Duncan 2, Buvchanan-Smith 2, Stanger, Corcoran |           |  |
| | tr     | Ramsey 2, Walker                               |           |  |
| T. Maeda 4 | c.p.   | Ramsey 3                                       |           |  |

| Arbitro: | L. Peard |

|                                               |      |          |
| Yammamoto, Nofomuli Kutsuki, Yoshida, Hayashi | mt   | Hay      |
| Yamamaoto                                     | tr   | Oliver   |
| Yamamoto 2                                    | c.p. | Oliver 5 |
|                                               | drop | Wyllie   |